# Rock Islands
Le Rock Islands sono un gruppo di isole calcaree o coralline facenti parte delle Isole Caroline, nell'Oceano Pacifico, nella laguna meridionale di Palau, tra gli Stati di Koror e Peleliu. Comprendono circa 250-300 isole per un'area complessiva di 41,12 km² e un'altitudine massima di 207 m s.l.m.

## Descrizione
Si tratta di isole scarsamente popolate e famose per le loro spiagge e per lagune cristalline. Insieme alle barriere coralline circostanti, queste isole sono popolari mete turistiche; ospitano diversi laghi marini, tra cui il più famoso è il lago delle meduse, che funge da abitazione per diversi tipi di meduse, alcune delle quali endemiche di Palau. È tra le destinazioni più popolari al mondo per gli amanti delle immersioni.
Molte di queste isole presentano una forma "a fungo", con una base più stretta rispetto alla sezione sovrastante. Questa forma è data dall'erosione dell'acqua e dalla ricca presenza di spugne, bivalvi, chitoni, chiocciole, ricci di mare.
Le isole principali che compongono l'arcipelago sono Ngeruktabel, Ulong e Mecherchar. L'unico centro abitato è quello di Dolphin Bay, che ospita il parco nazionale acquatico di Palau e il quartier generale dei guardaparchi di Palau.
Nel 2012 l'UNESCO ha inserito queste isole nella lista dei patrimoni dell'umanità, come primo e unico sito per Palau.